# Adventure
Colossal Cave Adventure (također poznato kao ADVENT, Colossal Cave,ili Adventure) (hrvatski velika avantura u pećini) je prva avanturistička igra. Dizajner ove igre bio je amerikanac Will Crowther, koji je bio programer i speolog amater, a igru Adventure zamislio igru prema karti poznate pećine Mammoth u Saveznoj državi Kentucky.  Podmreža Colossal Cave ima mnogo ulaza, i jedna je poznata pod imenom Bedquilt. Crowther je vjerodostojno rekreirao dijelove pećine Mammoth da su ljudi koji su znali pečinu imali prednost jer su znali se orijentirati ako su koristili ulaz Bedquilt.